# Rožňava
Rožňava (latín Rosnavia, húngaro Rozsnyó, alemán Rosenau) es una ciudad de Eslovaquia, capital del okres o distrito de Rožňava (Región de Košice), situada a unos 75 km de la capital de esta región. Tiene una población de 19.120 habitantes.
La ciudad constituye un importante núcleo comercial del área histórica de Gemer. En el pasado destacó la actividad minera, y posee también industrias alimentarias y textiles. En la actualidad se ha consolidado como una ciudad turística, a causa de la belleza de su casco histórico.
El nombre de la ciudad probablemente derive de la palabra «rosa» a través del húngaro rózsa o del alemán rose.

## Historia
Los hallazgos arqueológicos demuestran que toda la zona de Rožňava fue densamente poblada debido a la actividad minera producida por la explotación del oro, la plata y el hierro desde el siglo XIII. La primera mención documentada de la ciudad data de 1291, y adquirió el rango de ciudad real libre en 1410. Sin embargo, el auge de la minería decreció a partir del siglo XVI cuando las tierras situadas al sur de la ciudad fueron conquistadas por el Imperio otomano.
En 1776 fue fundada en ella la diócesis católica de Rožňava. En el siglo XIX resurge la minería con la revolución industrial y una explotación del hierro de gran productividad, que fue la actividad dominante en la región durante el siglo XX. El 13 de septiembre de 2003 Rožňava fue visitada por el papa Juan Pablo II.
En la ciudad de Rožňava el filólogo, historiador, poeta y científico Pavel Jozef Šafárik cursó sus estudios secundarios desde 1805, y en esta ciudad aprendió latín, alemán y húngaro.

## Patrimonio
- Un museo importante de la minería
- Plaza central medieval bien conservada

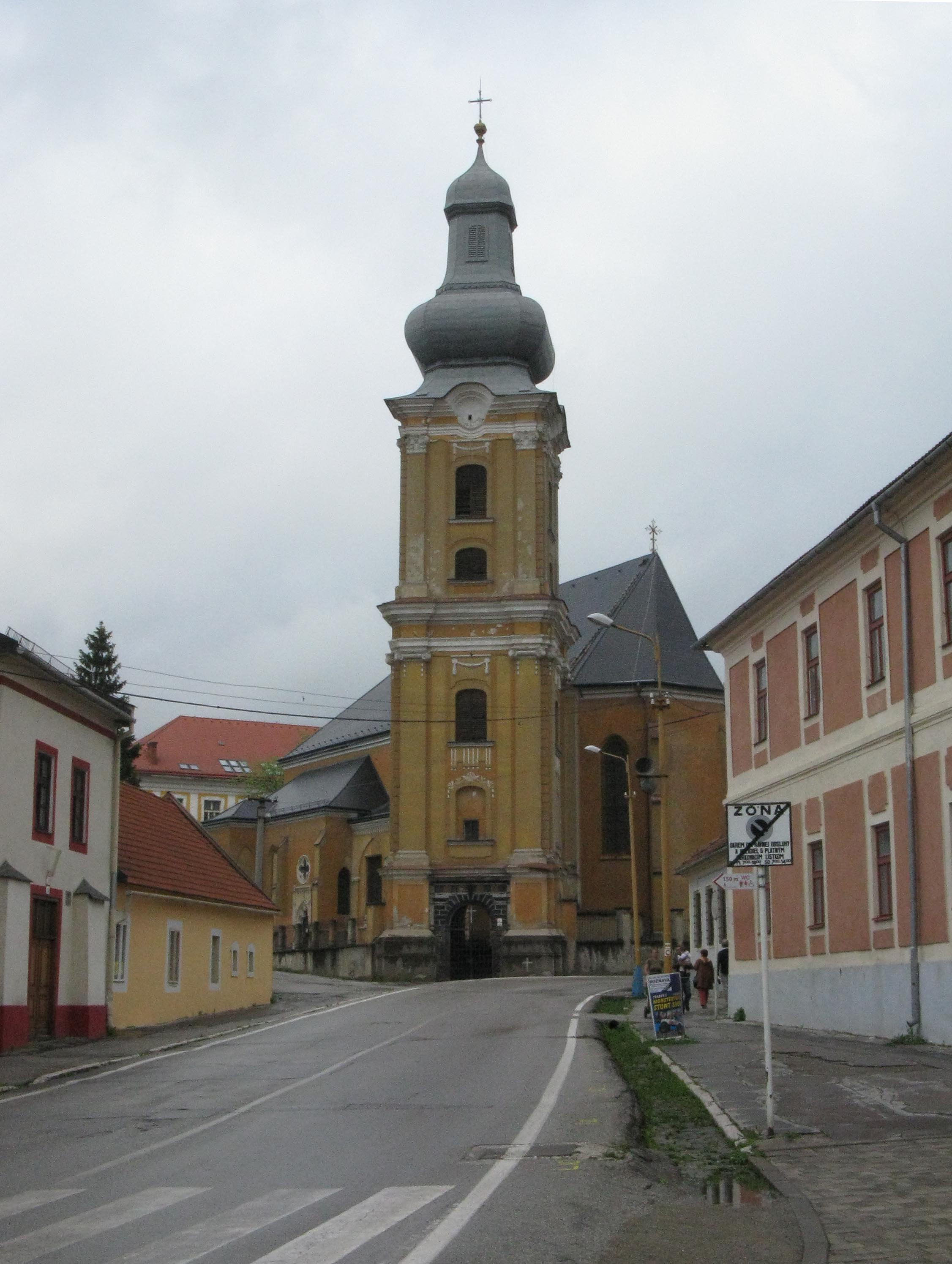
Catedral de Rožňava.

- Catedral gótica del siglo XIII (gótico, tarde) de la catedral con muchos objetos. Contiene importantes objetos históricos y artísticos, en especial, sus pinturas renacentistas
- Torre de la ciudad (1654) situada en la plaza central
- Iglesia jesuítica barroca, (1687)
- Palacio arzobispal clásico-barroco (1778)
- Columna de la peste situada ante el palacio arzobispal
- Ayuntamiento neoclásico, (1711)
- Iglesia evangélica (neoclásica, 1786)
- Iglesia protestante (neogótica, 1905)

## Demografía
| Año        | 1994   | 2004    | 2014    | 2024     |
| ---------- | ------ | ------- | ------- | -------- |
| Población  | 19 602 | 19 226  | 19 450  | 16 857   |
| Diferencia |        | −1,91 % | +1,16 % | −13,33 % |

| Año        | 2023   | 2024    |
| ---------- | ------ | ------- |
| Población  | 16 932 | 16 857  |
| Diferencia |        | −0,44 % |

De acuerdo con el censo de población de 2001, Rožňava tenía cerca de 20.000 habitantes de los que casi un setenta por ciento de la población eran eslovacos y un 26% húngaros. Además, y en menor porcentaje, existe una población de casi el 1,6% de gitanos, y cerca de un 0,7% de checos 0.69%.
La religión predominante entre sus ciudadanos es la católica (un 41%), seguida los ciudadanos aconfesionales (32%). Existe también un 12% de luteranos y un pequeño grupo de ortodoxos representado por el 1,33% de la población de la ciudad.